# ピーター・ブレイク (ヨットマン)
ピーター・ブレイク（Sir Peter Blake，KBE，1948年10月1日 - 2001年12月6日）は、ニュージーランド出身のヨットマン。

## 人物
幼少期よりヨットに親しみ、自作の一人乗りヨットを製作しヨット操作に熱中する。1977年からウィットブレッド世界一周レース（現在のジ・オーシャンレース）へ参戦し1989年に優勝。1994年にジュール・ヴェルヌ・トロフィー（80日以内世界一周無寄航ヨットレース）を獲得し、当時の世界最高記録74日22時間17分22秒で優勝する。1995年にはヨット界への貢献により大英帝国勲章を授与される。
1992年よりアメリカスカップへ参戦し、1995年大会にはチーム・ニュージーランド代表として、NZL-32艇（通称：ブラック・マジック）を操作し優勝。アメリカスカップをニュージーランドへ持ち帰る。2000年大会でも防衛に成功する。2000年大会を最後に同チームを離れる。
その後は、国際連合環境プログラムへ参加し、地球環境問題へ取り組みを見せる。2001年12月、国連の環境調査のためブラジルアマゾン川流域を視察中に海賊に襲われ死亡した。